# Agostino Inveges
Agostino Inveges (Sciacca, 1595 – Palermo, aprile 1677) è stato uno storico italiano, detto “Lo Storico di Palermo”.

## Biografia
Storico saccense, fece i suoi primi studi presso i gesuiti, laureandosi in teologia e filosofia. Morì a Palermo nell'aprile del 1677 e fu sepolto nella Chiesa di Sant'Ignazio all'Olivella. Tra le sue opere, una storia della città di Caccamo (La Cartagine siciliana, 1651) e gli Annali della felice Città di Palermo (Voll.3 editi a Palermo dal 1649 al 1651), la sua opera più importante.

## Opere
- Annali della felice città di Palermo, prima sedia, corona del Re, e Capo del Regno di Sicilia..., Palermo, nella stamparia di Pietro dell'Isola, in 3 voll.: parte I, 1649 parte II, 1650 parte III, 1651
- Historia sacra Paradisi terrestris et sanctissimi innocentiae status, Palermo, 1649 (traduzione italiana ivi stesso, 1651)
- La Cartagine siciliana, historia divisa in tre libri, Palermo, nella typographia di Giuseppe Bisagni: edizione 1651; edizione 1661
- Annales regni Siciliae
- Ad annales Siculos praeliminaris apparatus in quo de Siculae historiae..., (postumo), Panormi, ex typographia Joannis Napoli, 1709.
- Panormus antiqua: sive Urbis felicis [...] & capitis regni Siciliæ, æræ tres, heroica, Carthaginensis, & Romana, in "Thesaurus Antiquitatum et Historiarum Siciliae,... Sardiniae et Corsicae Aliarumque Adjacentium", Volumen Decimun Quartum, sumptibus Petri Vander Aa, 1725 (edizione postuma)
- Carthago sicula... Ex italicis latina fecit... Sigebertus Havercampus, sumptibus P. Van der Aa, 1725 (edizione postuma)